# 佩拉鲁阿
佩拉鲁阿，是西班牙阿拉贡自治区韦斯卡省的一个市镇。总面积30平方公里，总人口127人（2001年），人口密度4人/平方公里。